# Prestegjeld
 (juin 2025).
Un prestegjeld était une zone géographique et administrative de l'Église de Norvège (Den Norske Kirke) à peu près équivalent à une paroisse. Cette désignation traditionnelle était utilisé pendant des siècles pour diviser le royaume en zones religieuses qui était dirigé par un pasteur. Les Prestegjelds ont commencés à être utilisés dans les années 1400 et ont officiellement été arrêtés en 2012.